# (21010) Kishon
(21010) Kishon (1988 PL2) – planetoida z pasa głównego asteroid okrążająca Słońce w ciągu 3,37 lat w średniej odległości 2,25 j.a. Odkryta 13 sierpnia 1988 roku.